# Orthrus calilungae
Orthrus calilungae là một loài nhện trong họ Salticidae.
Loài này thuộc chi Orthrus. Orthrus calilungae được Alberto Barrion miêu tả năm 1998.